# Gavriil Andreevič Saryčev
Gavriil Andreevič Saryčev, in russo Гавриил Андреевич Сарычев? (San Pietroburgo, 1763 – San Pietroburgo, 30 luglio o 11 agosto 1831), è stato un navigatore, esploratore e oceanografo russo.
Promosso al grado di Ammiraglio della Marina imperiale russa il 21 aprile del 1829, membro onorario dell'Accademia russa delle scienze.

## Biografia
Iniziò la sua carriera nella Marina imperiale russa nel 1775. Dal 1785 al 1793, prese parte alla spedizione sponsorizzata dall'imperatrice Caterina II e guidata dall'ufficiale Joseph Billings della Royal Navy. Cui fece seguito la pubblicazione dell'Atlante geografico. Parte nord-est della Siberia, Mare del Nord e Oceano Orientale, una relazione non solo geografica, ma anche meteorologica, idrografica, astronomica, etnologica, con osservazioni biologiche e schizzi della zona.
Saryčev, a bordo della Slava Rossii (Gloria alla Russia), ha descritto e mappato la costa del Mare di Ochotsk, da Ochotsk ad Aldoma; molte delle isole Aleutine (in particolare Unalaska); inoltre, le isole Pribilof, le isole di San Matteo, San Lorenzo e King e le isole Diomede.
Nel 1802-1806, ha condotto la spedizione oceanografica del Baltico. È stato anche responsabile della ricerca idrografica in Russia a partire dal 1808, e ha guidato la compilazione dell'Atlante della parte settentrionale del Pacifico nel 1826.
Otto von Kotzebue diede il suo nome a capo Saryčev (sull'isola di Unimak), al monte Saryčev, allo stretto di Saryčev e all'isola di Saryčev in Alaska.
La nave sovietica Gavriil Saryčev, intitolata al suo nome, è quella che ha preso parte alla ricerca dell'aereo coreano, del volo KAL 007, abbattuto da un caccia Su-15 sovietico a ovest dell'isola di Sachalin il 1º settembre del 1983.